# Futbol'nyj Klub Metalurh Zaporižžja 2012-2013
Questa voce raccoglie le informazioni riguardanti il Futbol'nyj Klub Metalurh Zaporižžja nelle competizioni ufficiali della stagione 2012-2013.

## Rosa
Fonte:
| N. |                       | Ruolo | Calciatore         |
| -- | --------------------- | ----- | ------------------ |
|    | Ucraina (bandiera)    | P     | Maksym Babijčuk    |
|    | Slovacchia (bandiera) | P     | Libor Hrdlička     |
|    | Ucraina (bandiera)    | P     | Vladyslav Leonidov |
|    | Ucraina (bandiera)    | P     | Vitalij Rudenko    |
|    | Ucraina (bandiera)    | P     | Oleksij Ševčenko   |
|    | Ucraina (bandiera)    | D     | Andrij Bojko       |
|    | Ucraina (bandiera)    | D     | Ihor Dudnik        |
|    | Serbia (bandiera)     | D     | Milan Ilić         |
|    | Ucraina (bandiera)    | D     | Maksym Imerekov    |
|    | Ucraina (bandiera)    | D     | Ihor Korotec'kyj   |
|    | Brasile (bandiera)    | D     | Matheus Lopes      |
|    | Ucraina (bandiera)    | D     | Andrij Nesterov    |
|    | Ucraina (bandiera)    | D     | Jevhen Opanasenko  |
|    | Ucraina (bandiera)    | D     | Temur Parcvanija   |
|    | Ucraina (bandiera)    | D     | Andrij Sachnevyč   |
|    | Brasile (bandiera)    | D     | Stefanello         |
|    | Ucraina (bandiera)    | D     | Dmitrij Uljanov    |
|    | Ucraina (bandiera)    | D     | Artur Zapadnja     |

| N. |                               | Ruolo | Calciatore         |
| -- | ----------------------------- | ----- | ------------------ |
|    | Ucraina (bandiera)            | C     | Vitalij Havryš     |
|    | Serbia (bandiera)             | C     | Miloš Jokić        |
|    | Brasile (bandiera)            | C     | Junior             |
|    | Ucraina (bandiera)            | C     | Andrij Oberemko    |
|    | Ucraina (bandiera)            | C     | Jevhen Pisoc'kyj   |
|    | Ucraina (bandiera)            | C     | Sergij Rudika      |
|    | Ucraina (bandiera)            | C     | Jurij Šturko       |
|    | Tunisia (bandiera)            | C     | Mohamed Ben Othman |
|    | Ucraina (bandiera)            | C     | Dmytro Jusov       |
|    | Ucraina (bandiera)            | C     | Jevhen Zadoja      |
|    | Ucraina (bandiera)            | A     | Andrij Gaidaš      |
|    | Ucraina (bandiera)            | A     | Jurij Gluško       |
|    | Macedonia del Nord (bandiera) | A     | Besart Ibraimi     |
|    | Ucraina (bandiera)            | A     | Artur Kaskov       |
|    | Ucraina (bandiera)            | A     | Jevhen Konkov      |
|    | Ucraina (bandiera)            | A     | Volodymyr Korobka  |
|    | Ucraina (bandiera)            | A     | Taras Lazarovyč    |
|    | Ucraina (bandiera)            | A     | Ivan Matjaž        |